# Gare d’Angoulins-sur-Mer
Gare d’Angoulins-sur-Mer vasútállomás Franciaországban, Angoulins településen.

## Vasútvonalak
Az állomást az alábbi vasútvonalak érintik:
- Nantes–Saintes-vasútvonal

## Kapcsolódó állomások
A vasútállomáshoz az alábbi állomások vannak a legközelebb:
- Gare d’Aytré-Plage
- Gare de Châtelaillon